# Acacia exilis
Acacia exilis är en ärtväxtart som beskrevs av Bruce R. Maslin. Acacia exilis ingår i släktet akacior, och familjen ärtväxter. Inga underarter finns listade i Catalogue of Life.